# تحليل صراع
تحليل الصراع (بالإنجليزية: Conflict analysis)‏ أو تقييم الصراع هو المرحلة الأولى لـ حل الصراع الذي تسعى فيه الأطراف إلى اكتساب فهم أعمق لديناميات علاقاتهم. على سبيل المثال، في دارفور، لوحظ في تحليل الصراع لـ حرب الفراء العربية في عام 1987م أن: منذ القدم ، كانت التقلبات الموسمية في المياه وأراضي الرعي قد أدت إلى صراع على الموارد الطبيعية في دارفور.
العديد من الكليات مثل جامعة جورج ماسون ، وجامعة نوفا الجنوبية الشرقية ، وجامعة ولاية واين لديها برامج تتعلق بتحليل الصراع وحله. وهناك أيضا مجموعات فرعية مختلفة من تحليل الصراع مثل تحليل الصراع البيئي الذي يتعامل مع أنواع معينة من النزاعات . وفي مناسبات معينة يستخدم أطلس الصراع لإظهار تحليل الصراع رسومياً.